# هوسووولدی
هوسووولدْیْ (به مجاری:  Hosszúvölgy) یک منطقهٔ مسکونی در مجارستان است که در زالا واقع شده‌است.